# Loudet
Loudet település Franciaországban, Haute-Garonne megyében. Lakosainak száma 194 fő (2022. január 1.). Loudet Le Cuing, Franquevielle, Ponlat-Taillebourg, Saint-Plancard és Sédeilhac községekkel határos.

## Népesség
A település népességének változása:
| Lakosok száma | 231  | 236  | 212  | 215  | 204  | 199  | 196  | 197  | 199  | 194  |
|               | 1968 | 1982 | 1990 | 2006 | 2013 | 2015 | 2017 | 2019 | 2020 | 2022 |